# Takeshi Sakamoto
Takeshi Sakamoto (坂本武, Sakamoto Takeshi, 21 de setembro de 1899 – 10 de maio de 1974) foi um ator japonês. Ele apareceu em mais de 300 filmes entre os anos de 1925 a 1965, principalmente em produções da Shochiku. Ele ganhou popularidade como personagem coadjuvante, trabalhando para diretores como Yasujirō Ozu, Keisuke Kinoshita, Mikio Naruse, Hiroshi Shimizu e Heinosuke Gosho.

## Filmografia selecionada
- 1929: Gakusei romance: Wakaki hi
- 1931: Madamu to nyōbō
- 1931: Tōkyō no kōrasu
- 1932: Umarete wa mita keredo
- 1933: Koi no hana saku Izu no odoriko
- 1933: Yogoto no yume
- 1933: Dekigokoro
- 1933: Wasei Kingu Kongu
- 1934: Ukikusa monogatari
- 1935: Tōkyō no yado
- 1937: Shukujo wa nani wo wasureta ka
- 1938: Anma to onna
- 1939: Ani to sono imoto
- 1941: Toda-ke no kyōdai
- 1941: Kanzashi
- 1947: Nagaya shinshiroku
- 1948: Kaze no naka no mendori
- 1951: Carmen Kokyō ni Kaeru
- 1951: Nami
- 1952: Ringo-en no shōjo
- 1953: Entotsu no mieru basho
- 1953: Ojōsan shachō
- 1955: Takekurabe
- 1957: Yorokobi mo kanashimi mo ikutoshitsuki
- 1957: Arakure[3]
- 1963: Shitō no densetsu[4]